# Pedra Dourada
Pedra Dourada este un oraș în Minas Gerais (MG), Brazilia.